# Mirko Casadei
Mirko Casadei (Rimini, 19 agosto 1972) è un cantante e musicista italiano, frontman dell'Orchestra Casadei.

## Biografia
Figlio di Raoul Casadei, «Il Re del Liscio», e pronipote di Secondo Casadei (fondatore dell'Orchestra Casadei e autore di Romagna mia e di oltre 1000 brani),  Mirko respira musica fin dalla nascita. Guida l’Orchestra Casadei con il progetto di portare avanti una tradizione fondata nel 1928, che appartiene a tutti gli italiani, con grande attenzione al ricambio generazionale. Con il suo pop-folk, Mirko Casadei ha proposto nuovi sound attraverso le tante contaminazioni musicali che ha realizzato nei suoi live: Mark Ribot, Richard Gallianò, Simone Cristicchi, Modena City Ramblers, Paolo Fresu, Morgan, Eugenio Bennato, L'Orchestra Popolare della Notte della Taranta, Paolo Belli, Il Canzoniere Grecanico Salentino, Roy Paci, Goran Bregovic, Frankie Hi-NRG MC, Gloria Gaynor, Kid Creole and the Coconuts, Mario Reyes, Elio e le Storie Tese, Claudio Baglioni, Nomadi, Irene Grandi, Eugenio Finardi e molti altri.
Mirko Casadei con la sua POPular Folk Orchestra ha suonato in molte città Italiane ed è stato ospite di importanti Festival.
Tra i festival più significativi spiccano le partecipazioni ad "O’Scià" a Lampedusa ospiti di Claudio Baglioni poi "Time in jazz" a Berchidda (SS) con Paolo Fresu. "Balamondo World Music Festival", del quale Mirko è il direttore artistico, a Rimini con Richard Galliano, Marc Ribot, Gloria Gaynor. Festival "Notte del Liscio" al Parco Felini di Rimini con Goran Begovic, Festival. "OnDance" la grande festa della danza con Roberto Bolle. A Verona in occasione del "VINITALY "in jam-session con Modena City Ramblers, poi la partecipazione al "Rockin’1000" nello stadio di Cesena.
Mirko Casadei è stato ospite di tantissimi programmi televisivi Rai e Mediaset: PORTA A PORTA Rai Uno, CHE TEMPO CHE FA con Fabio Fazio,  due edizioni del MAURIZIO COSTANZO SHOW come band residence, QUELLI CHE IL CALCIO per diverse edizioni, nel 2017 viene pubblicato il documentario, realizzato dal regista Giorgio Verdelli per Rai Due, “UNICI - la dinastia Casadei”  e tantissimi altri.
I tour all’estero: Australia, America, Canada, Brasile, Argentina, Europa, Tunisia, Bulgaria, Kazakhistan, poi Londra, Sofia, Parigi alla “Fete de la music”, Cuba a la “Casa del l’Amistad".
Mirko con la sua Band conquista gli emigrati italiani e gli stranieri che partecipano ai concerti, facendo anche jam session con orchestre del territorio, in uno scambio culturale di folklore e di canzoni.

## La nuova formazione
Nel 2000 Mirko Casadei raccoglie il testimone del padre Raoul e diventa il leader dell'orchestra. Il cambiamento è molto forte e radicale: cambia nome alla formazione che diventa "Mirko Casadei Beach Band", decide di proporre nuove versioni dei brani classici dell'orchestra attraverso un forte lavoro di arrangiamento e rinnova l'organico dell'orchestra (alcuni tra i musicisti "storici" andranno a formare l'Orchestra Grande Evento). Successivamente, raggiunta la maturità artistica, l'Orchestra cambia ancora il nome in "Mirko Casadei POPular Folk Orchestra"
Attualmente la "Mirko Casadei POPular Folk Orchestra" è formata da musicisti che suonano rigorosamente dal vivo, una sezione fiati scatenata: Marco Lazzarini sax e clarinetto in do, Gil Da Silva tromba e percussioni e Beppe Satanassi trombone, una cantante violinista, Valeria Magnani. A dare il ritmo sono Alessandro D’Altri alla batteria e Matteo Tiozzo al basso, alle tastiere e fisarmonica Giacomo Serpagli e chitarra e voce Stefano Giugliarelli. Alla guida naturalmente c’è Mirko Casadei, frontman dell'orchestra.

## Opere
- Il figlio del re (con «Zibba»), Firenze-Milano, Bompiani Overlook, 2022[9]

## Discografia
- 2002 - No Me Moleste Mosquito (Singolo)
- 2003 – Doccia Fredda
- 2004 – Romagna Mia All The Best
- 2005 – Discofesta Compilation
- 2008 – Reggaetano (Singolo)
- 2008 – Do You Remambo?
- 2011-   Live da Rimini vol 1, vol 2
- 2016 - Tutti i Successi di Mirko e Raoul Casadei
- 2017 - Sono Romagnolo
- 2019 - 90 Anni Orchestra Casadei
- 2019 - Solo per stare con te (singolo)
- 2019 - Come se non fosse niente (singolo)
- 2023 - Michelle (singolo Valzer d'ascolto) scritto con Manuel Petti e Giacomo Serpagli